# EA Gothenburg
EA Gothenburg（EA ヨーテボリ、旧Ghost Games）は、スウェーデンのヨーテボリにあるコンピュータゲーム開発企業。エレクトロニック・アーツ子会社であり、ヨーテボリの他、イギリスのギルフォードやルーマニアのブカレストにも拠点を置いている。2013年から2020年まで、ニード・フォー・スピードシリーズを開発していた。従業員には、EA DICE、Black Box、Criterion Games、Playground Gamesの元スタッフが含まれている。

## 歴史
2011年にEA Gothenburgとして設立された当初、Frostbiteゲームエンジンを使用したゲームの開発に注力すると報じられており、実際にニード・フォー・スピードシリーズのゲームを開発していた。従業員の履歴書によると、スタジオのスタッフの多くは、Forza Horizon、ニード・フォー・スピード ザ・ラン、Project Gotham Racing、Race Proなどの主要なレースタイトルに携わった経験を持つという。
2012年10月22日、当時ニード・フォー・スピードシリーズのメインデベロッパーであったCriterion Gamesは、EA Gothenburgがシリーズの新タイトルに取り組んでいることを確認したが、その関与の度合いや発売時期は明らかにしなかった。その後、EA GothenburgはGhost Gamesとしてリブランドされた。Ghostのウェブサイトも同時期に開設され、さまざまなオープンポジションに応募できるスタッフを募集した。Ghostは元DICEのエグゼクティブプロデューサーであるマーカス・ニルソンが代表を務めており、以前はバトルフィールド2 モダンコンバット、バトルフィールド2142、シフト2 アンリーシュドなどのゲームの開発を指揮していた。
2013年5月23日、EAはニード・フォー・スピードシリーズの次期タイトルであるニード・フォー・スピード ライバルズのティザートレーラーを公開した。このゲームはEAのGhost GamesスタジオでCriterion Gamesと提携して開発されており、今後はGhost Gamesがシリーズのメインデベロッパーとなることも確認された。 当時、Criterion Gamesのスタッフの80%がGhost Games UKに移籍し、スタジオの成長を支援していた。ゲームは2013年11月19日にリリースされた。
2014年2月1日、複数の情報筋がGhost Games UKでスタジオ全体のレイオフが発生したことを確認した。同じ情報筋は、未発表のニード・フォー・スピードタイトルが保留になっていることも確認している。 スタジオと契約している開発者は直ちに解雇され、正社員は退職金を受け取って退社するか、翌年リリース予定であるVisceral Gamesのバトルフィールド ハードラインの制作に携わるチームに参加するよう指示された。
2014年、エレクトロニック・アーツのCEOであるアンドリュー・ウィルソンは、その年はニード・フォー・スピードシリーズの新作はないと発表し、シリーズのゲームがリリースされなかったのは2001年以来初めてのこととなった。
2015年5月21日、Ghost Gamesはティザートレーラーを通じて、ニード・フォー・スピードシリーズの新作を明らかにした。ニード・フォー・スピードと題されたこのゲームはシリーズの正式なリブートであり、2015年11月3日にリリースされた。
2016年1月の時点で、Ghost Gamesは2017年に発売されるニード・フォー・スピードシリーズの新作を開発中であり、EAの2018会計年度（2017年4月から2018年3月まで）に発売される予定であることを確認した。2017年6月2日、EAとGhost Gamesはニード・フォー・スピード ペイバックを明らかにした。2017年11月10日に全世界でリリースされたこのゲームは、前作とは異なり、オフラインでのシングルプレイに重点が置かれていた。
2019年2月5日、EAのCFO兼COOのブレイク・ヨルゲンセンは同社の2019年第3四半期決算説明会において、パブリッシャーがニード・フォー・スピードシリーズの新作を発売する予定であることを確認した。8月14日、同ゲームのタイトルがニード・フォー・スピード ヒートになることが発表された。
2020年2月、EAはニード・フォー・スピードシリーズのコア開発業務をCriterion Gamesに戻し、Ghost GamesをEA全体のエンジニアリングサポートスタジオとし、政府の承認が得られ次第、スタジオ名をEA Gothenburgに戻す計画を発表した。これにはスタッフの削減が含まれており、FrostbiteエンジンなどのEAのコア技術に精通したスタッフはスタジオに残り、Ghost Gamesの他のクリエイティブスタッフは可能な限りEA内の別の場所に配置されている。

## 作品
| 発売年 | 作品名                              | 対応プラットフォーム |
| ------ | ----------------------------------- | -------------------- |
| 2013年 | ニード・フォー・スピード ライバルズ | Microsoft Windows    |
| 2013年 | ニード・フォー・スピード ライバルズ | PlayStation 3        |
| 2013年 | ニード・フォー・スピード ライバルズ | PlayStation 4        |
| 2013年 | ニード・フォー・スピード ライバルズ | Xbox 360             |
| 2013年 | ニード・フォー・スピード ライバルズ | Xbox One             |
| 2015年 | ニード・フォー・スピード (2015)     | Microsoft Windows    |
| 2015年 | ニード・フォー・スピード (2015)     | PlayStation 4        |
| 2015年 | ニード・フォー・スピード (2015)     | Xbox One             |
| 2017年 | ニード・フォー・スピード ペイバック | Microsoft Windows    |
| 2017年 | ニード・フォー・スピード ペイバック | PlayStation 4        |
| 2017年 | ニード・フォー・スピード ペイバック | Xbox One             |
| 2019年 | ニード・フォー・スピード ヒート     | Microsoft Windows    |
| 2019年 | ニード・フォー・スピード ヒート     | PlayStation 4        |
| 2019年 | ニード・フォー・スピード ヒート     | Xbox One             |